# Kanal
Kanal là một khu tự quản (tiếng Slovenia: občine, số ít – občina) trong vùng Goriška của Slovenia. Kanal có diện tích 146.5 km2, dân số là theo điều tra ngày 31 tháng 3 năm 2002 là 5978 người. Thủ phủ khu tự quản Kanal đóng tại Kanal.